# Campylorhamphus pusillus
Trepa-troncos-de-foice-castanha ou arapaçu-estriado (Campylorhamphus pusillus) é uma espécie de ave da subfamília Dendrocolaptinae.
Pode ser encontrada nos seguintes países: Colômbia, Costa Rica, Equador, Panamá, Peru e Venezuela.
Os seus habitats naturais são: florestas subtropicais ou tropicais húmidas de baixa altitude e regiões subtropicais ou tropicais húmidas de alta altitude.